# Corse di levrieri

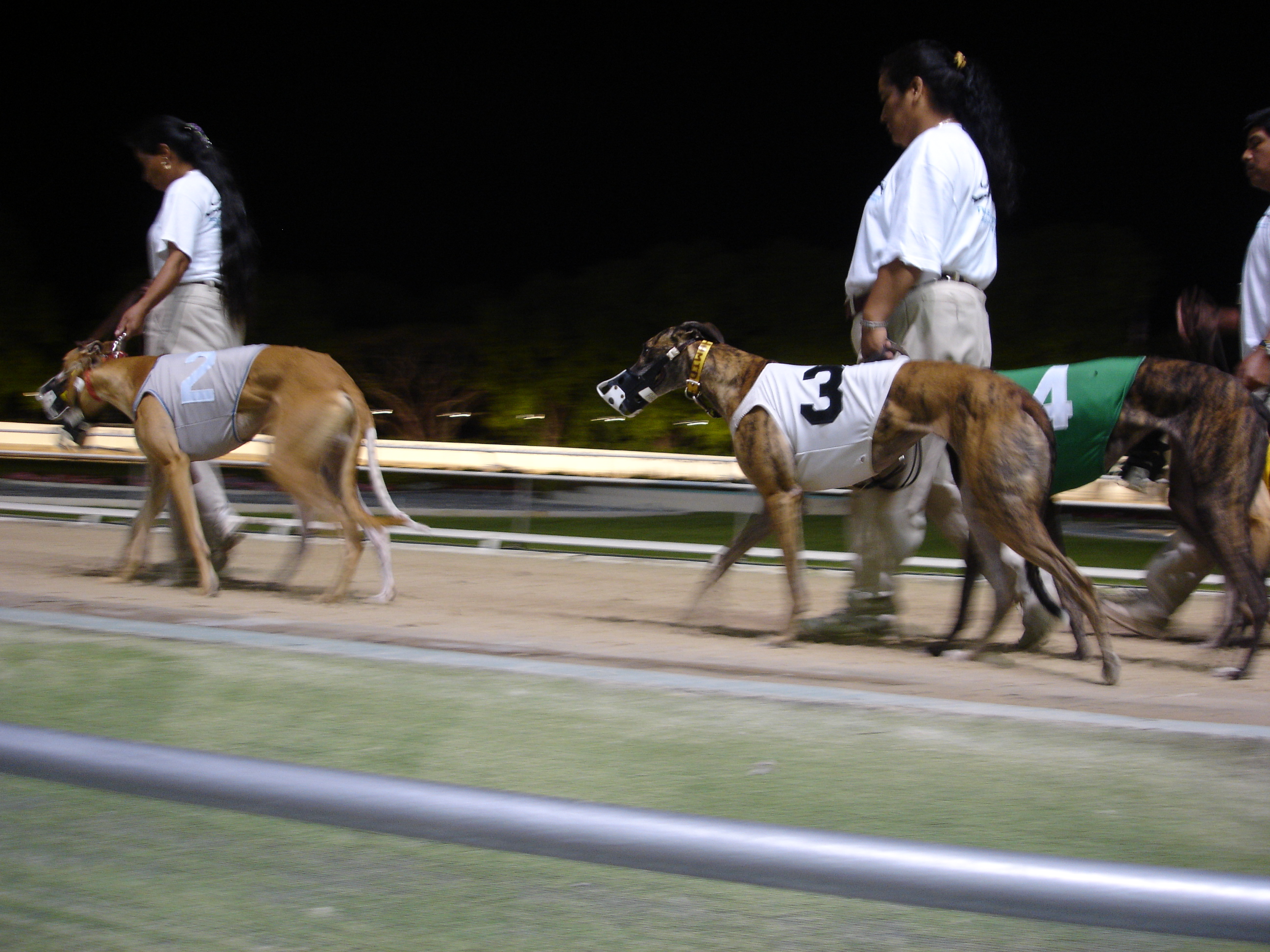
Levrieri prima di una corsa.

Le corse di levrieri costituiscono una delle discipline sportive che prevedono competizioni fra cani.
Sono corse di velocità nelle quali i levrieri (più precisamente greyhound) si sfidano lungo un tracciato circolare o ovale, rincorrendo una preda artificiale (di solito un coniglio o una lepre) fino a tagliare il traguardo. Come nelle corse di cavalli, spesso al pubblico è consentito scommettere sull'esito della gara.
Visto che il levriero è un cane molto resistente, non è difficile capire perché durante la storia abbia giocato un ruolo cruciale sia per la componente ludica che per quella legata alla caccia.
In molti paesi le corse di levrieri costituiscono un'attività puramente amatoriale e volta all'intrattenimento, in altri (in particolare in Australia, Irlanda, Macao, Messico, Spagna, Regno Unito e Stati Uniti) sono considerate parte dell'impresa legata al gioco d'azzardo, similmente alle corse di cavalli (che sono però molto più redditizie).
In questi Paesi sono sorte polemiche riguardo alla tutela della salute dei cani, e l'efficacia delle misure introdotte in questo senso dai vertici dell'industria è materia di dibattito.
Sono nate svariate associazioni volte all'adozione dei levrieri per aiutare i cani 
che sono stati ritirati dalle corse a trovare un proprietario che li prenda come animali da compagnia.
Attualmente negli Stati Uniti più del 95% dei cani ritirati dalle competizioni trova un nuovo proprietario.

## Storia

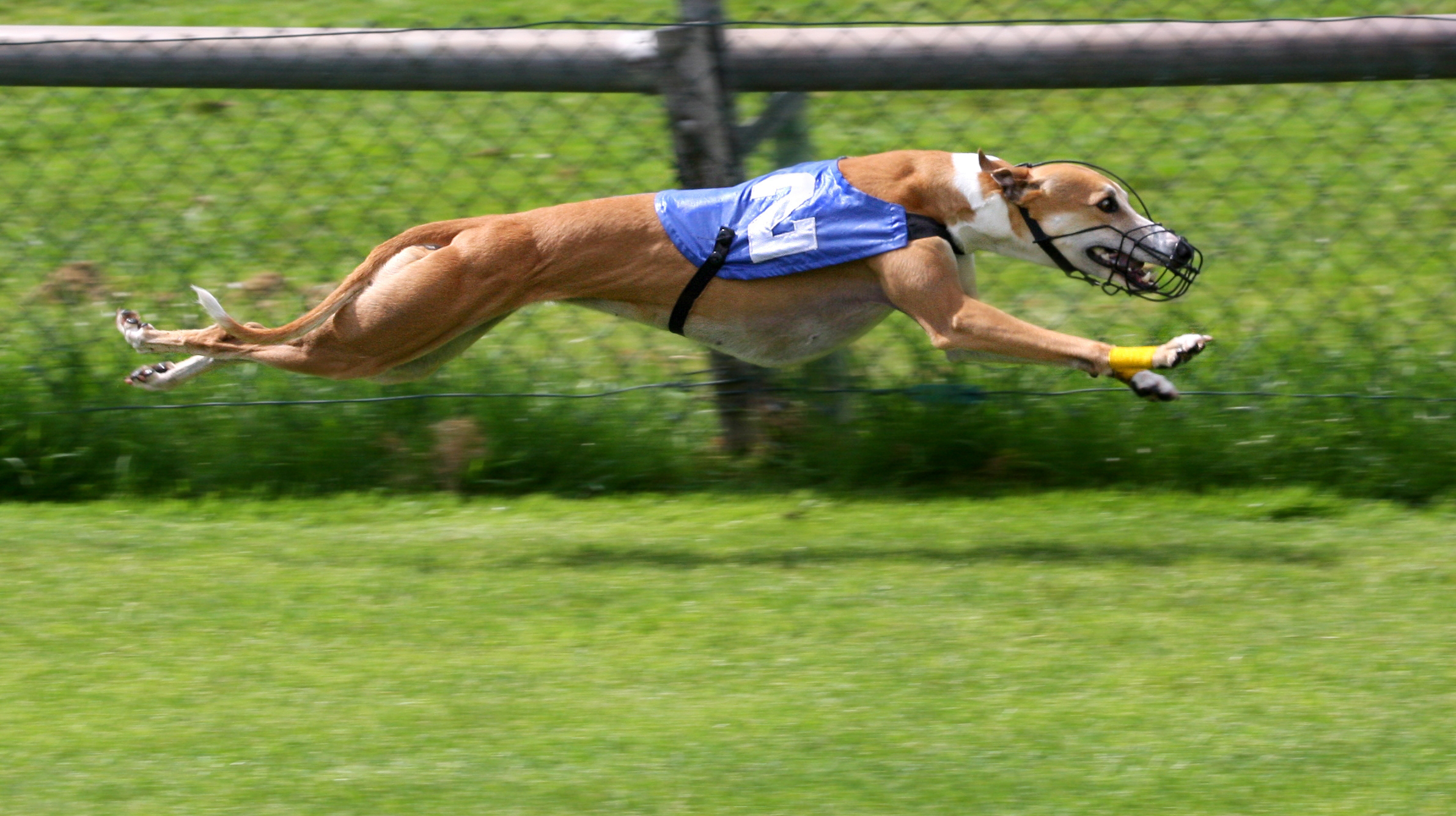
Greyhound durante una competizione.

Le odierne corse di cani derivano dal coursing. Il primo tentativo di una corsa fra levrieri di cui si abbia notizia fu compiuto nel 1876 su un tracciato diritto, vicino alla riserva di Walsh Harp, a Hendon, in Inghilterra, ma l'idea non ebbe un seguito.
Questa disciplina assunse la forma attuale (basata su tracciati circolari o ovali e sulla trovata della lepre meccanica) nel 1912 a opera di un americano: Owen Patrick Smith.
L'impulso che diede il via a queste migliorie aveva un obbiettivo animalista: evitare le uccisioni di lepri (usate fino ad allora come esche vive) e vedere "i levrieri correre come vediamo correre i cavalli".
Nel 1919 Smith aprì il primo cinodromo professionale, con gli spalti, a Emerville, in California. Le scommesse erano ancora scarsamente regolamentate.
Il tracciato ovale e la lepre meccanica vennero introdotte nel Regno Unito nel 1926, sempre ad opera di un americano, Charles Munn, in società col Maggiore Lyne-Dixon, figura chiave del coursing, e un canadese: il Generale di Brigata Alfred Critchley. Come esisteva la International Greyhound Racing Association (I.G.R.A.), Munn e Critchley fondarono la Greyhound Racing Association e organizzarono il primo meeting inglese al Belle Vue Stadium di Manchester.
L'iniziativa attecchì con successo anche in altre città del Regno Unito, e verso la fine del 1927 si contavano già quaranta circuiti attivi.
Lo spettacolo delle corse fra cani attirava principalmente uomini della classe operaia (per i quali il fatto che le piste fossero in città e che le gare si tenessero la sera costituiva un'attrattiva), nonché finanziatori e proprietari di cani di vari strati sociali.
Le scommesse hanno da sempre costituito un ingrediente chiave delle corse di cani, sia tramite gli allibratori (on-course gambling) sia tramite il totalizzatore, introdotto nel 1930.
Le corse di cani raggiunsero un picco di popolarità subito dopo la Seconda Guerra Mondiale: a titolo d'esempio basti pensare che nel 1946 si registrarono 34 milioni di spettatori paganti.
L'industria manifestò un declino a partire dai primi anni sessanta, quando il Betting and Gaming Act regolamentò e consentì l'off-course betting (la possibilità cioè per gli scommettitori di effettuare le giocate presso ricevitorie autorizzate anche all'esterno dei cinodromi).
In seguito, una parziale copertura televisiva degli eventi, la costituzione di una rete di sponsor e la successiva abolizione delle tasse sulle scommesse on-course (e cioè effettuate all'interno dei cinodromi) hanno parzialmente attenuato questo calo di spettatori.

## Situazione attuale

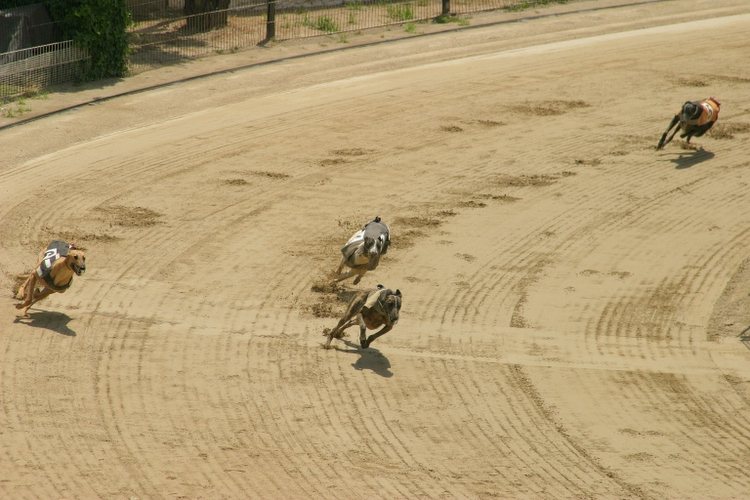
Levrieri che affrontano una curva lungo il tracciato.

Le corse di levrieri sono caratterizzate da diversi criteri, tra cui il gioco d'azzardo legalizzato (con relativo addebito fiscale alle strutture ospitanti), l'esistenza di un apparato normativo, la presenza di piste da corsa standardizzate, l'utilizzo di gabbie per cani professionali, l'imposizione di un numero fisso di cani da ammettere alle gare, l'esistenza di un regolamento ufficiale circa lo svolgimento delle gare, e l'iscrizione obbligatoria a una federazione di corsa di levrieri o a un'associazione commerciale.
In aggiunta agli otto paesi ove si praticano corse di levrieri a livello imprenditoriale (organizzati in federazioni sportive), in almeno altri ventuno paesi si tengono corse di levrieri che non hanno raggiunto il livello d'impresa. In Italia questo tipo di attività è illegale, mentre sono autorizzate dall'ADM le corse virtuali legate a cani e levrieri.

## La questione sanitaria
I gruppi facenti parte ai programmi di Greyhound adoption lamentano spesso che i cani ritirati dalle competizioni manifestano problemi dentari, la cui causa è tuttora incerta. Gli stessi gruppi hanno altresì segnalato che i cani soffrono di malattie legate alla presenza di zecche e parassiti a causa della mancata applicazione di adeguati trattamenti preventivi. I cani necessitano inoltre di vaccinazioni regolari per ridurre al minimo l'insorgenza di malattie come la tosse dei canili.
È da segnalare anche la recente insorgenza del problema del doping nelle corse di levrieri.
L'industria cinofila si sta attivando alacremente per prevenire la diffusione di questa pratica: l'obbiettivo è quello di prelevare un campione di urina da tutti i cani che corrono, non solo i vincitori. Quei cani i cui campioni di urina non si riescano a prelevare per più di un certo numero di corse consecutive sono passibili di squalifica. Le violazioni sono soggette a sanzioni penali e per il preparatore è prevista la sospensione della licenza di corsa nonché il bando permanente dalla National Greyhound Association. 
Il preparatore del cane è in ogni momento l'unico e assoluto responsabile delle condizioni dell'animale. Deve rispondere di ogni eventuale positività del cane ai test antidoping, indipendentemente da come sia avvenuta l'assunzione di sostanze vietate.

## Dopo il ritiro
Di norma la carriera di un cane da corsa è da considerarsi finita fra il quarto e il sesto anno di vita, quando cioè il cane non può più gareggiare o non risulta più competitivo. I cani migliori vengono tenuti per la riproduzione, ed esistono altresì varie associazioni più o meno legate all'industria cinofila che si occupano di recuperare i cani "in pensione" per tentare di cederli in affido come animali da compagnia. Nel Regno Unito, secondo la BBC, un cane su quattro viene adottato dopo il ritiro.
 Negli Stati Uniti, prima della nascita di associazioni specifiche, più di ventimila cani all'anno venivano abbattuti; stime recenti abbassano il numero a qualche migliaio, mentre le imprese legate alle corse sostengono che più del 90% degli animali regolarmente iscritti alla National Greyhound Association sono dati in adozione, o mantenuti a scopi riproduttivi (secondo le imprese, negli Stati Uniti il numero di cani uccisi non supera i duemila, mentre le associazioni animaliste stimano la cifra attorno ai dodicimila). Altri cani sono venduti a istituti di ricerca, come la Liverpool university animal training school, che ha ricevuto i resti di un cane ucciso allo stadio Belle Vue di Manchester. Un allenatore di Lincolnshire si offrì di cedere alla stessa Università i cani "lenti". Altri cani vengono mandati a concludere la carriera all'estero: in Spagna o in altri paesi in cui la disciplina si sta diffondendo. Si sospetta altresì che un uomo che risiede nel nord-est dell'Inghilterra abbia ucciso diecimila levrieri sani con una pistola a proiettile captivo.
Parecchie associazioni (British Greyhounds Retired Database, Greyhound Rescue West of England, Birmingham Greyhound Protection, GAGAH, Adopt-a-Greyhound and Greyhound Pets of America, e la Retired Greyhound Trust) lavorano affinché il maggior numero possibile di cani ritirati dalle competizioni trovi una nuova casa. Alcuni di questi gruppi lottano altresì per migliorare le condizioni in cui questi animali vivono durante la loro carriera. Negli ultimi anni il settore delle corse di cani ha fatto significativi passi avanti nell'istituzione di programmi di adozione dei cani. In aggiunta alla cooperazione attiva con associazioni private, molti cinodromi hanno istituito un programma di cessione dei propri cani ad altri cinodromi.

## Polemiche
Le corse di cani sono state origine di controversie in questi ultimi anni. Società animaliste come la American Society for the Prevention of Cruelty to Animals, e la Humane Society of the United States si sono opposte allo sfruttamento commerciale delle corse tra cani, in virtù delle pratiche legate alle competizioni giudicate crudeli e inumane.
Le organizzazioni hanno fatto ricorso alle vie legali per fermare le corse di cani e mitigare le condizioni di sfruttamento dei cani da corsa. Per esempio nel marzo del 2014 il Governatore John Hickenlooper firmò un provvedimento che vietava l'organizzazione di corse di cani a scopi commerciali nello Stato del Colorado, facendone il trentanovesimo Stato a bandire questa attività.
La polemica si è estesa a livelli internazionali, in particolare per quanto riguarda l'allevamento intensivo dei cani, l'occultamento di dati riguardanti l'infortunistica, gli alti tassi di "eutanasia" e la cattiva gestione delle imprese del settore cinofilo nel Regno Unito e in Irlanda. Ad esempio, nel 2004 un'analisi indipendente in merito alla Irish Greyhound Board criticò il governo d'impresa dell'ente, la sua politica in materia di tutela degli animali e lo scarso rendimento finanziario.
In Australia l'Amministratore delegato della Greyhound Racing NSW Brent Hogan ha ammesso che all'incirca tremila levrieri vengono eliminati ogni anno nella sola Australia.

## Situazione nei vari Paesi

### Italia
La chiusura dell'ultimo cinodromo in Italia è stata per quello di Roma, nel 2002. Non ci sono stati sul punto interventi normativi: il cinodromo chiuse per mancanza di fondi. Parallelamente ai cinodromi commerciali in Italia, almeno dagli inizi degli anni ottanta, esisteva il circuito dei cinodromi amatoriali che fanno capo ad ENCI e alla Federazione cinologica internazionale. L'ultima di queste piste, che si trovava a Poianella di Bressanvido (Vicenza) era stata chiusa (perché il terreno era reclamato dai proprietari) nel luglio del 2021. Poco prima della pandemia aveva chiuso per problemi analoghi anche la pista di Castano Primo in provincia di Milano.  Ad aprile 2022 il comune di Maserada sul Piave ha concesso un terreno ad  ENCI (Ente nazionale cinofilia italiana) per la costruzione di una pista dedicata alle corse amatoriali dei levrieri. Piste simili esistono in Svizzera (la più vicina all'Italia si trova a Lostallo nei Grigioni), in Austria (la più vicina all'Italia a Inzing), in Germania, in Francia e in gran parte dei paesi europei, che non rientrano nel resto della rassegna di questa pagina, perché si tratta di un circuito completamente diverso rispetto a quello commerciale. I levrieri in questi circuiti sono cani di famiglia che restano con i proprietari tutta la vita, per cui non si originano fenomeni di soppressioni o di ricollocamenti di cani, e inoltre corrono tutte le razze del gruppo X (levrieri) e non solo i greyhound, per cui i dati ricavati dalle corse commerciali non sono utilizzabili per queste attività, per una serie di elementi fondamentali: differenti soggetti, differente conformazione delle piste (dal punto di vista del raggio delle curve). Inoltre non esiste un pubblico pagante e non ci sono scommesse, né vincite in denaro di alcune tipo per i proprietari. Come segnalato da Enci si tratta di prove cinotecniche perché permettono di individuare all'interno delle singole razze soggetti sani e adatti alla riproduzione. A inizio del 2025 l'Enci ha reso noto che con oltre 2.000 passaggi in pista, a Maserada non si era ferito nessun cane.

### Australia
La Australian Greyhound Racing Association (AGRA) si divide in vari enti che regolano la salute dei levrieri e le condizioni di allevamento. Alcune autorità legate al mondo delle corse concorrono a finanziare alcune delle associazioni che si occupano dell'adozione dei cani.
Ogni stato o regione dell'Australia ha un proprio ente specifico. La Greyhound Racing New South Wales (GRNSW) e la Greyhound Racing Victoria (GRV) sono le istituzioni più influenti, arrivando a gestire da sole più di quaranta cinodromi.
Altre grosse sedi si trovano a Sydney (Wentworth Park), Perth (Cannington Park), Adelaide (Angle Park), Brisbane (Albion Park) e Melbourne (Sandown Park).
Molti programmi di recupero e adozione dei cani sono stati approntati in tutto lo Stato, in particolare il Greyhound Adoption Program o il Greyhounds as Pets. Lavorano di volta in volta in collaborazione con l'ente locale coinvolto. I levrieri vengono sottoposti a controlli antiparassitari, sullo stato di nutrizione e sulle condizioni mediche generali tramite un veterinario di competenza che opera nel cinodromo e ne certifica l'abilità alla corsa.
I levrieri sono solitamente acquistati e venduti come cuccioli subito dopo la nascita o come cani pienamente addestrati tramite il passaparola nei cinodromi o attraverso le poche piattaforme di vendita e commercio di levrieri. In Australia la compravendita di levrieri è controllata e regolata dagli stati e dalle province.

### Nuova Zelanda
In Nuova Zelanda si allevano circa settecento cani l'anno specificamente per le corse, e circa cinquecento vengono importati dall'Australia. Più di duecento vengono ritirati dalle competizioni ogni anno da un ente di beneficenza fondato e parzialmente finanziato dalla New Zealand Greyhound Racing Association. Molti levrieri vengono adottati come cani da compagnia o tenuti dai loro stessi allenatori, o ceduti a una delle organizzazioni che si occupano di adozioni canine. Le corse di cani sono un'industria da 75 milioni di dollari neozelandesi. Ci sono polemiche circa la tutela dei cani da corsa in Nuova Zelanda avviata da una piccola comunità ostile alle corse di cani che ha spinto le istituzioni stesse ad avviare un'inchiesta interna circa i risultati raggiunti in materia di tutela e benessere degli animali.

### Sudafrica
In Sudafrica i levrieri vivono presso i proprietari. Dato il carattere puramente amatoriale delle competizioni, i proprietari sono spesso anche gli allenatori e gli allevatori dei propri cani.
Le competizioni sono controllate tramite una partnership fra la United Greyhound Racing and Breeders Society (UGRABS) e la South African Renhond Unie (SARU - South African Racing Dog Union). Il libro con le genealogie dei cani (libro genealogico) è curato e conservato dalla South African Studbook and Organization che conserva i libri genealogici di tutti gli esemplari da riproduzione. Le competizioni si svolgono sia su tracciati ovali che diritti. In ogni caso le corse di cani sono illegali in Sudafrica.

### Regno Unito

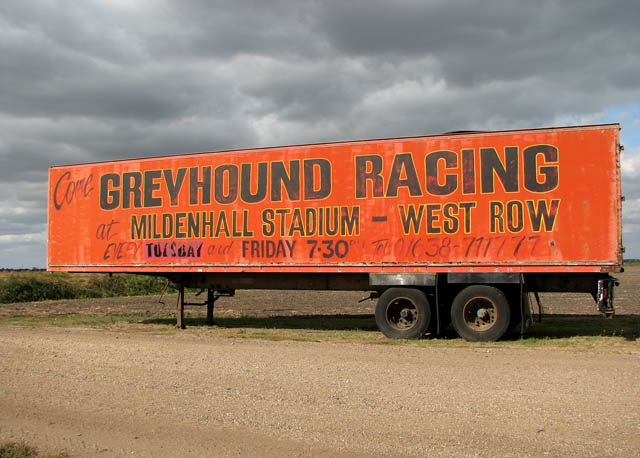
Rimorchio di un tir che annuncia una corsa di levrieri nel Regno Unito

Le corse di levrieri sono un settore molto florido in Gran Bretagna, che nel 2007 ha registrato 3.200.000 spettatori nell'arco di più di 5.750 eventi. Sono presenti ventisei cinodromi autorizzati e un sistema di scommesse on-course e off-course, con un fatturato di 75.100.000 sterline.
Il 24 luglio 1926, di fronte a 1.700 spettatori si tenne la prima corsa di levrieri, al Belle Vue Stadium dove diversi greyhound gareggiarono lungo un ovale inseguendo una lepre artificiale Quest'evento sancì la nascita delle odierne corse di levrieri in Gran Bretagna.
Le competizioni sono regolamentate dalla Greyhound Board of Great Britain (GBGB). I cani non vivono nei cinodromi, ma nei canili dei preparatori, che poi li portano in pista per gareggiare. I cani che corrono in circuiti indipendenti (conosciuti con l'appellativo di "flapping"), non sottostanno a questa regola.
Questi sono alcuni dei cinodromi in cui hanno avuto competizioni fra levrieri: Powderhall Stadium, Edimburgo; Stenhouse Stadium, Edimburgo; Scarlet Park, Wallyford, East Lothian; East End Park, Dunfermline; White City Stadium, Glasgow; Carntyne Stadium, Glasgow; Saracen Park, Glasgow; The Stadium, Motherwell, Lanarkshire; Airebles Road Stadium, Motherwell, Glasgow; Blantyre Stadium, Blantyre, Lanarkshire; Shielfield Park, Berwick; Gosforth Stadium, Newcastle; Lonsdale Park, Workington; Falkirk Stadium, Falkirk; Carfin Stadium, Carfin, Lanarkshire; Sun Street Stadium, Stoke-on-Trent; Walthamstow Stadium, Londra; Weir Stadium, Rayleigh, Essex; Vicarage Road Stadium, Watford; Caxton Stadium, Cambridgeshire; Newmarket Road Stadium, Cambridge; Wembley Stadium, Londra; Harringay Stadium, Londra; New Cross Stadium, Londra; County Ground, Exeter; Pennycross Stadium, Plymouth; Raikes Park, Bolton; Dudley Wood Stadium, Cradley Heath; Perry Barr Greyhound Stadium, Birmingham; Doncaster Greyhound Stadium, Doncaster, Groveway Stadium, Milton Keynes.

Corse di Levrieri negli Stati Uniti:
Legali e Praticate
Legali ma non Praticate
Illegali

     Legali e Praticate
     Legali ma non Praticate
     Illegali

### Stati Uniti

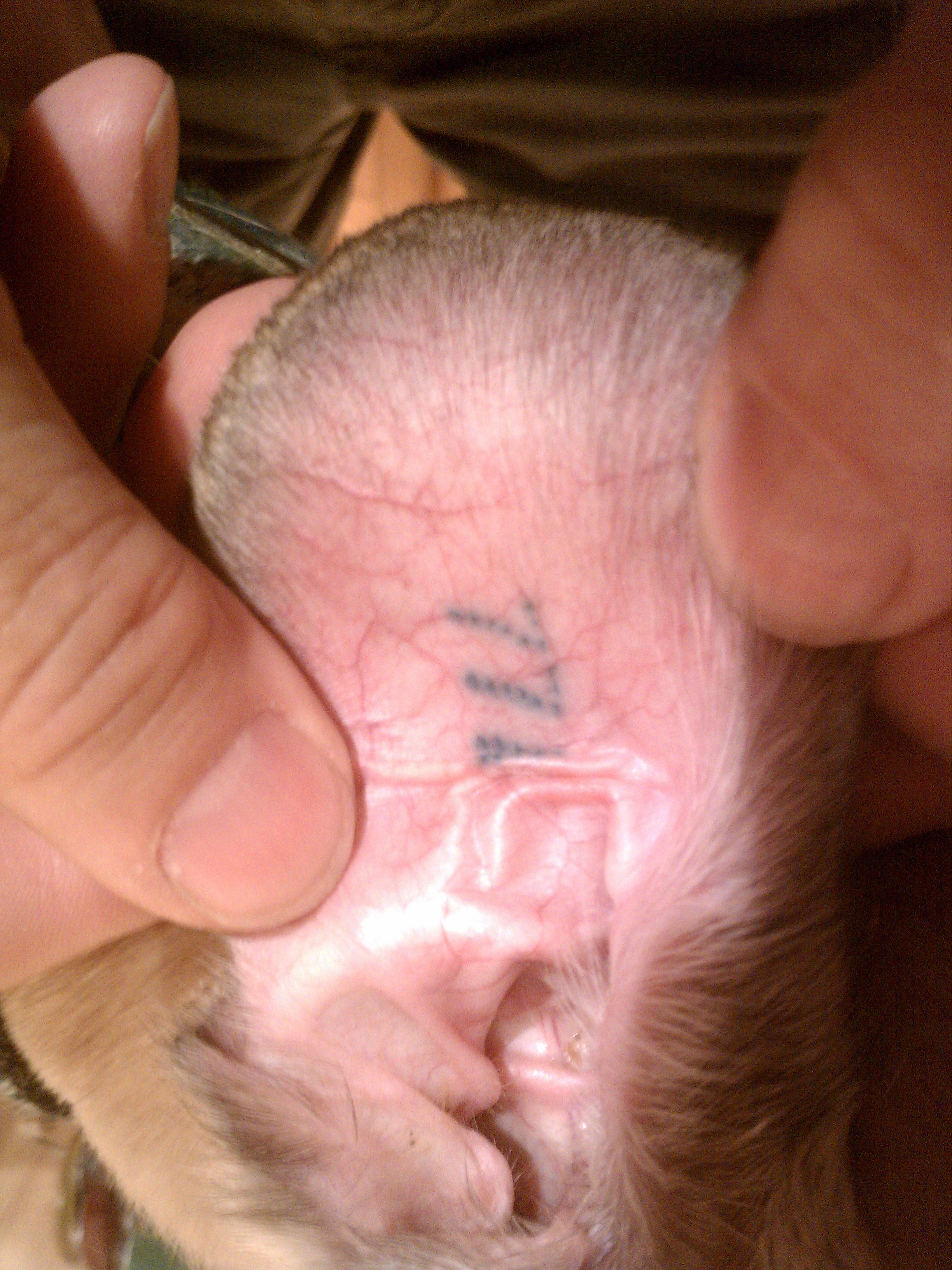
Tatuaggio sull'orecchio di un cane da corsa americano. I tatuaggi sono impiegati per certificare l'identità di un cane durante la sua carriera agonistica.

Negli Stati Uniti le corse di levrieri sono disciplinate da leggi specifiche. I tentativi operati nel settore volti all'autoregolamentazione sono stati criticati dalle organizzazioni umanitarie. Nei cinodromi americani i levrieri vengono tenuti in canili a schiera composti da gabbie alte un metro, larghe un metro e profonde un metro e venti circa. La maggior parte di questi alloggi ospita da quattro a sei cani al giorno. Un turno va dai trenta ai novanta minuti.
Oltre alle leggi statali, quasi tutti i cinodromi adottano regole, procedure e politiche di gestione interne. In cambio del diritto di far correre i loro levrieri in pista, i titolari di un canile devono sottoscrivere un contratto in cui si impegnano a rispettare tutte le regole del cinodromo, comprese quelle relative al benessere degli animali. Se i titolari violano una delle clausole contrattuali rischiano la sospensione della licenza.
Negli ultimi anni diversi stati americani hanno approvato leggi per migliorare il trattamento dei cani da corsa nella loro giurisdizione. Durante gli anni novanta sette stati bandirono le scommesse sulle corse. Nel 2008 nel Massachusetts si tenne un referendum per il bando delle corse di cani che fu approvato (56% favorevoli). Le corse di levrieri rappresentano attualmente un settore economico in regressione: tra il 2001 e il 2011 l'importo totale delle scommesse effettuate negli Stati Uniti è diminuito del 67%. Di fatto, il volume d'affari relativo alle scommesse sui cani è diminuito per venti anni consecutivamente.
In Florida, che da sola ospita dodici dei ventuno cinodromi effettivamente attivi, il declino finanziario è ancora più evidente: le scommesse sulle corse di levrieri sono diminuite del 72% tra il 1990 e il 2013.
Secondo uno studio commissionato dal parlamento la Florida avrebbe perso una cifra che oscilla fra 1.000.000 e 3.300.000 dollari nelle scommesse sulle corse di levrieri.